# Склад Правління гетьманського уряду
Склад Правлі́ння гетьма́нського у́ряду — це три російські та три українські чиновники, що колегіально управляли Гетьманщиною в 1734—1750 роках під керівництвом російських вельмож.

## Перші члени уряду
Першими було призначено двох членів уряду. Керівником уряду став князь Олексій Іванович Шаховськой (бл. 1690—1737). Також до Правління увійшов генеральний обозний Яків Юхимович Лизогуб (1675—1749)..
З 22 березня 1734 року до Правління було також введено від росіян — полковників Семена Кишкіна (бл. 1680—1740) та Афанасія Радищева (1678—1746).
Від українців — генеральний суддя Михайло Забіла (? — 1741) і генеральний підскарбій Андрій Маркевич (бл. 1674—1747).
У вересні 1735 року в складі Уряду відбулися зміни. Двох російських полковників замінили князь Андрій Барятинський (1698—1750) та полковник Василь Гур'єв (? — 1744). Однак вже через рік вони були відправлені до армії.
Також, замість Якова Лизогуба до складу уряду було введено Генерального писаря Михайла Турковського (? — 1739).
Надалі, російські члени Правління мінялись частіше, а українські залишались ті самі.

## Керівники Правління
Після відкликання в 1736 році князя Олексія Шаховського правителі Лівобережної України часто змінювались. З червня по грудень 1736 р. один одного змінювали князь Барятинський Іван Федорович (1689—1738) та генерал-лейтенант Рум'янцев Олександр Іванович (1677—1749). Потім з грудня 1736 по березень 1738 р. працював Іван Барятинський. А далі — до березня 1740 року знову працював Олександр Рум'янцев. Інколи його замінював полковник Шипов Іван Опанасович (1682—1749).
Про політику російських урядовців свідчить такий факт, що князь Барятинський наказав заарештувати старого архієпископа Чернігівського Іларіона (Рогалевського), а дещо пізніше і весь склад київського магістрату з перевезенням його архіву, до С-Петербурга, бажаючи, щоб міщани забули зміст своїх привілеїв.
З липня 1740 по 1741 році керував Лівобережною Україною шотландець підполковник Яків (Джеймс) Кейт (1696—1758), а потім декілька місяців таємний радник Неплюєв Іван Іванович (1693—1773).
З грудня 1741 по червень 1742 рр. Головним командиром Правління гетьманського уряду був призначений генерал-лейтенант Бутурлін Олександр Борисович (1694—1767), а в 1742—1745 роках — Бібіков Іван Іванович (бл. 1686—1745).

## Колегіальне правління
Після смерті голови Правління гетьманської уряду Івана Бібікова в 1746 році не був призначений його наступник і правління стало колегіальним. Наступного року до Глухова прибули нові правителі: бригадир Ільїн Іван Кондратович (1688—1747), полковники Ізвольський Олексій Петрович та Челіщев Іван Алферович.
З української сторони в «Гетьманському уряді» були представлені генеральний суддя Лисенко Федір Іванович (? — 1751), генеральний підскарбій Скоропадський Михайло Васильович (1697—1758) і генеральний осавул Валькевич Петро Васильович (бл. 1687—1758).